# Peter M. Vogt

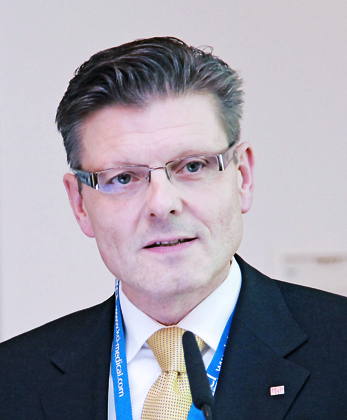
Peter M. Vogt

Peter Maria Vogt (* 1958 in Braunschweig) ist ein deutscher Arzt für Plastische Chirurgie. Er ist Direktor der Klinik für Plastische, Ästhetische, Hand- und Wiederherstellungschirurgie der Medizinischen Hochschule Hannover.

## Leben
Peter Vogt besuchte die Wöhlerschule in Frankfurt und das Gymnasium in Erftstadt, an dem er 1977 die allgemeine Hochschulreife erlangte. Er studierte von 1977 bis 1983 an der Johann-Wolfgang-Goethe-Universität Frankfurt am Main Humanmedizin und promovierte zum Dr. med. 1984. Nach dem Wehrdienst als Stabsarzt von 1984–1985 folgte die Weiterbildung zum Facharzt für Chirurgie an der Universitätsklinik Lübeck und der Medizinischen Hochschule Hannover 1985–1991.
Die Weiterbildung zum Plastischen Chirurgen erfolgte ab 1993 im Berufsgenossenschaftlichen Universitätsklinikum Bergmannsheil Bochum mit einem Research Fellow in Plastic Surgery am Brigham an Women´s Hospital der Harvard Medical School 1991–1993. Erlangung des Teilgebiets Plastische Chirurgie und Habilitation 1994. Zusatzbezeichnung Handchirurgie (1996) und Plastisch-chirurgische Intensivmedizin (1998). 1999 außerplanmäßige Professur für Plastische Chirurgie an der Ruhr-Universität Bochum.
2001 Berufung auf die C4-Professur für Plastische-, Hand- und Wiederherstellungschirurgie der Medizinischen Hochschule Hannover verbunden mit der Leitung der Klinik im Krankenhaus Oststadt. Ablehnung eines Rufes der Universität Zürich auf den Lehrstuhl für Wiederherstellungschirurgie 2005. Wechsel 2006 als Direktor der Klinik für Plastische, Hand- und Wiederherstellungschirurgie an den MHH Hauptcampus mit Aufbau der seinerzeit modernsten Intensivstation für Schwerbrandverletzte. Weiterentwicklung der regenerativen Plastischen Chirurgie, unter anderem mit dem Einsatz der Miikronadeltherapie für ausgedehnte Narben bei Brandverletzten, und der Nervenrekonstrukion mit dem Bioimplantat Spinnenseide. Etablierung des Axolotls (Ambystoma mexicanum) als Modelltier in der Plastischen Chirurgie mit Gründung eines Zentrums für Forschungsansätze auf den Gebieten der Regeneration und des Arterhalts, das Ambystoma Bioregeneration Center.
Weltweit erster Einsatz von Nerveninterponaten auf der Basis von Spinnenseide bei komplexen Extremitätenverletzungen und nach radikalen robotischen Prostatektomien (zusammen mit PD Dr. Nina Harke und Prof. Dr. Marcus Kuszyk, Urologische Klinik der MHH).
Entwicklung und Etablierung eines Zertifizierungsprogrammes für Europäische Brandverletztenzentren 2015.

## Herausgeber
- European Burns Journal 2021
- Praxis der Plastischen Chirurgie. Springer, Berlin 2011, ISBN 978-3-540-37571-5.
- Der Chirurg, Rubrik Fortbildung seit 2010
- GMS Plastic Reconstructive and Aesthetic Surgery, Herausgeber 2011–2019
- GMS Verbrennungsmedizin, Herausgeber 2007–2011
- Hand-, Mikro-, Plastische Chirurgie, Beirat seit 2010
- Plastische Chirurgie, Herausgeber 2010–2015
- Der Unfallchirurg, Beirat seit 2007

## Mitgliedschaften
- Präsident der Deutschen Gesellschaft für Chirurgie (2015)
- Präsident der European Burns Association (2013–2015)
- Präsident der Deutschen Gesellschaft der Plastischen, Rekonstruktiven und Ästhetischen Chirurgen (2010–2013)
- Präsident der Deutschen Gesellschaft für Wundheilung und Wundbehandlung (2009–2011)
- Präsident der Deutschen Gesellschaft für Verbrennungsmedizin (2007–2009)
- Präsident der European Burns Association (seit 2013)
- Generalsekretär der Deutschen Gesellschaft für Plastische und Wiederherstellungschirurgie (2003–2006)
- Beirat der Deutschen Gesellschaft für Verbrennungsmedizin (2009)
- Deutsche Gesellschaft für Chirurgie (Vertreter Plastische Chirurgie)
- Deutsche Gesellschaft für Unfallchirurgie
- Deutschsprachige Arbeitsgemeinschaften für Mikrochirurgie und Handchirurgie
- Plastic Surgery Research Council, USA
- American Society of Plastic Surgeons
- Deutsche Gesellschaft für Handchirurgie
- Deutsche Gesellschaft für Senologie
- International Society for Burn Injuries
- European Academy of Sciences and Arts
- European Association of Plastic Surgeons
- Federation of International Plastic, Reconstructive and Aesthetic Surgeons (Delegate)

## Auszeichnungen
- Grant Award, Plastic Surgery Educational Foundation, Chicago (1992)
- Joseph E. Murray Resident Award, New England Society of Plastic and Reconstructive Surgery, Newport, Rhode Island (1993)
- Von-Langenbeck-Preis, Deutsche Gesellschaft für Chirurgie (1994)
- Innovationspreis der Bioregionen (2007)
- Ehrennadel der Deutschen Gesellschaft der Plastischen, Rekonstruktiven und Ästhetischen Chirurgen (2010)
- Edgar-Ungeheuer-Preis der Deutschen Gesellschaft für Chirurgie (2010)
- Mowlem Lecture (BAPRAS und ESPRAS, Edinburgh, 2014)
- Service Award der European Burns Association (2022)

## Veröffentlichungen
- N. N. Harke, S. Strauß, I. Peters, O. Katzendorn, H. Tezval, M. A. Kuczyk, P. M. Vogt: Spider silk erectile nerve reconstruction in robot-assisted radical prostatectomy: a first-in-men feasibility analysis. In: World J Urol. Band 41, Nr. 6, Jun 2023, S. 1481–1487. doi:10.1007/s00345-023-04427-7. Epub 2023 May 17. PMID 37195313; PMC 10189231 (freier Volltext).
- K. Dastagir, N. Dastagir, A. Limbourg, K. Reimers, S. Strauß, P. M. Vogt: In vitro construction of artificial blood vessels using spider silk as a supporting matrix. In: J Mech Behav Biomed Mater. Band 101, Jan 2020, S. 103436. doi:10.1016/j.jmbbm.2019.103436. Epub 2019 Sep 21. PMID 31586881.
- C. Radtke, C. Allmeling, K. H. Waldmann, K. Reimers, K. Thies, H. C. Schenk, A. Hillmer, M. Guggenheim, G. Brandes, P. M. Vogt: Spider silk constructs enhance axonal renegeration and remyelination in long nerve defects in sheep. In: PloS One. Band 6, Nr. 2, 25. Feb 2011, S. e16990. doi:10.1371/journal.pone.0016990. PMID 21364921; PMC 3045382 (freier Volltext).

| Personendaten    | Personendaten                                                      |
| ---------------- | ------------------------------------------------------------------ |
| NAME             | Vogt, Peter M.                                                     |
| ALTERNATIVNAMEN  | Vogt, Peter Maria (vollständiger Name)                             |
| KURZBESCHREIBUNG | deutscher plastischer und ästhetischer Chirurg und Hochschullehrer |
| GEBURTSDATUM     | 21. Januar 1958                                                    |
| GEBURTSORT       | Braunschweig                                                       |